# Asunción Cacalotepec
Asunción Cacalotepec est une municipalité et une ville de l'État de Oaxaca, au Mexique. La municipalité couvre une superficie de 76,55 km2 et compte 2 027 habitants en 2015.